# Ellanico di Lesbo

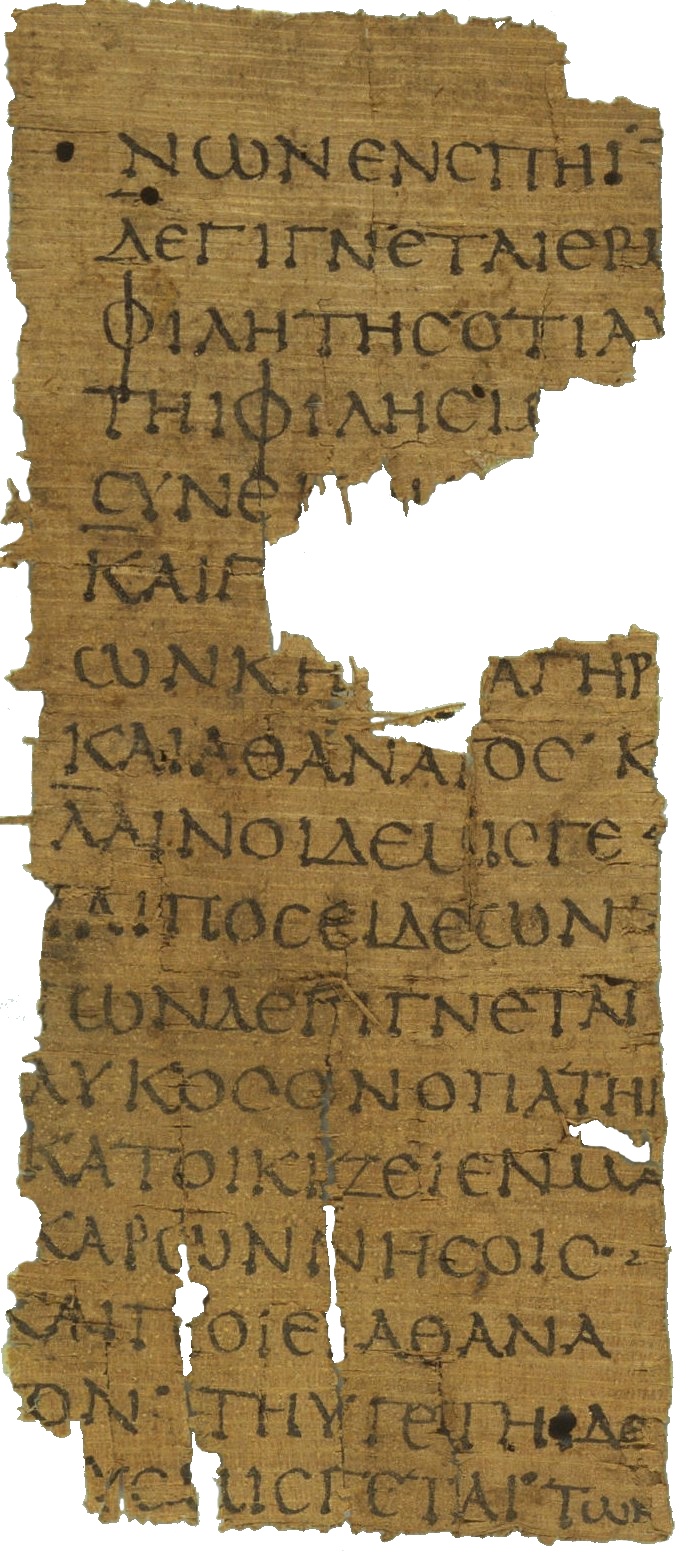
P. Oxy. VIII 1084 contenente un frammento dell'Atlantide di Ellanico.

Ellanico di Lesbo o Ellanico di Mitilene (in greco antico: Ἑλλάνικος ὁ Λέσβιος?, Hellánikos ho Lésbios; Mitilene, 490 a.C. circa – Atene, 405 a.C. circa) è stato uno storico greco antico, ricordato tra i logografi.

## Biografia
Ellanico, figlio di Scamone, nacque a Mitilene, nell'isola di Lesbo. Dal lessico Suda è ritenuto contemporaneo di Euripide e Sofocle, quindi vissuto, grosso modo, tra il 480 e il 406 a.C. Si stabilì ad Atene, divenendone un importante cittadino, e rimanendovi fino alla morte, morendo, poi, a Perperene, un luogo dell'Eolide.
Le sue opere, o quantomeno la storia di Atene, vennero pubblicate all'epoca di Tucidide, che ebbe, infatti, a servirsene e criticarne l'impostazione cronologica. Si presume, altresì, che l'Atthis fosse scritta dopo il 407, ma prima di questa sezione dell'opera tucididea.

## Opere
La varietà dei titoli citati per Ellanico è riconducibile essenzialmente alla storia genealogica, con opere come Asopide, Atlantide, Foronide, Deucalionea, Le denominazioni delle stirpi (ὲθνῶν ὀνομασίαι), Storia delle regioni greche (Aiolikà, Thessalikà, Lesbiakà, Argolikà, Boiotikà), Atthis (Ἀτθίς) - storia dell'Attica in due libri. Alle genealogie mitiche e asiatiche riconducono opere come I fatti di Troia, La fondazione di Chio (Χίου κτίσις), Βαρβαρικὰ νόμιμα (Barbarikà nòmima, sui costumi delle stirpi non greche, comprendente Kypriakà, Lydiakà, Persikà, Skythikà, Aigyptiakà.
Il logografo lesbio, che scrisse in dialetto ionico diversamente dal contemporaneo Erodoto il quale intese documentare con l'esperienza diretta i fatti narrati, si limitò a sviluppare le origini mitiche delle vicende descritte: così, nell'Asopide, trattava del mito di Asopo, nei due libri della Foronide si occupava dell'eroe Foroneo, considerato il capostipite degli abitanti del Peloponneso e nei due libri de I fatti di Troia trattava della leggenda della fondazione della città fino al viaggio di Enea in Italia.
Un elenco di genealogie erano sostanzialmente la Fondazione di Chio e Le denominazioni delle stirpi. Le sacerdotesse di Hera (Ἱέρειαι τῆς Ἥρας) erano una lista, compilata secondo un presunto ordine cronologico, delle sacerdotesse della dea Hera; opera di cronologia è anche quella dal titolo Vincitori delle Carnee (Καρνειονῖκαι).

## Edizioni
- (DE, GRC) Felix Jacoby, 4, in Die Fragmente der griechischen Historiker, Berlino, Weidmann, 1923-1958.